# Fargo (Oklahoma)
Fargo es un pueblo ubicado en el condado de Ellis en el estado estadounidense de Oklahoma. En el año 2010 tenía una población de 364 habitantes y una densidad poblacional de 242,67 personas por km².

## Geografía
Fargo se encuentra ubicado en las coordenadas 36°22′24″N 99°37′22″O / 36.37333, -99.62278 (36.373449, -99.622749).

## Demografía
Según la Oficina del Censo en 2000 los ingresos medios por hogar en la localidad eran de $29,750 y los ingresos medios por familia eran $32,625. Los hombres tenían unos ingresos medios de $27,083 frente a los $16,042 para las mujeres. La renta per cápita para la localidad era de $12,748. Alrededor del 12.5% de la población estaban por debajo del umbral de pobreza.